# Jan Polák
Jan Polák (Brno, 14 marzo 1981) è un ex calciatore ceco, di ruolo centrocampista.
Con 46 presenze è, per distacco, il calciatore con maggior numero di presenze nella Nazionale Under-21 ceca; ha giocato complessivamente 106 incontri nelle nazionali giovanili ceche e 163 match contando anche le presenze nella Nazionale maggiore.

## Carriera

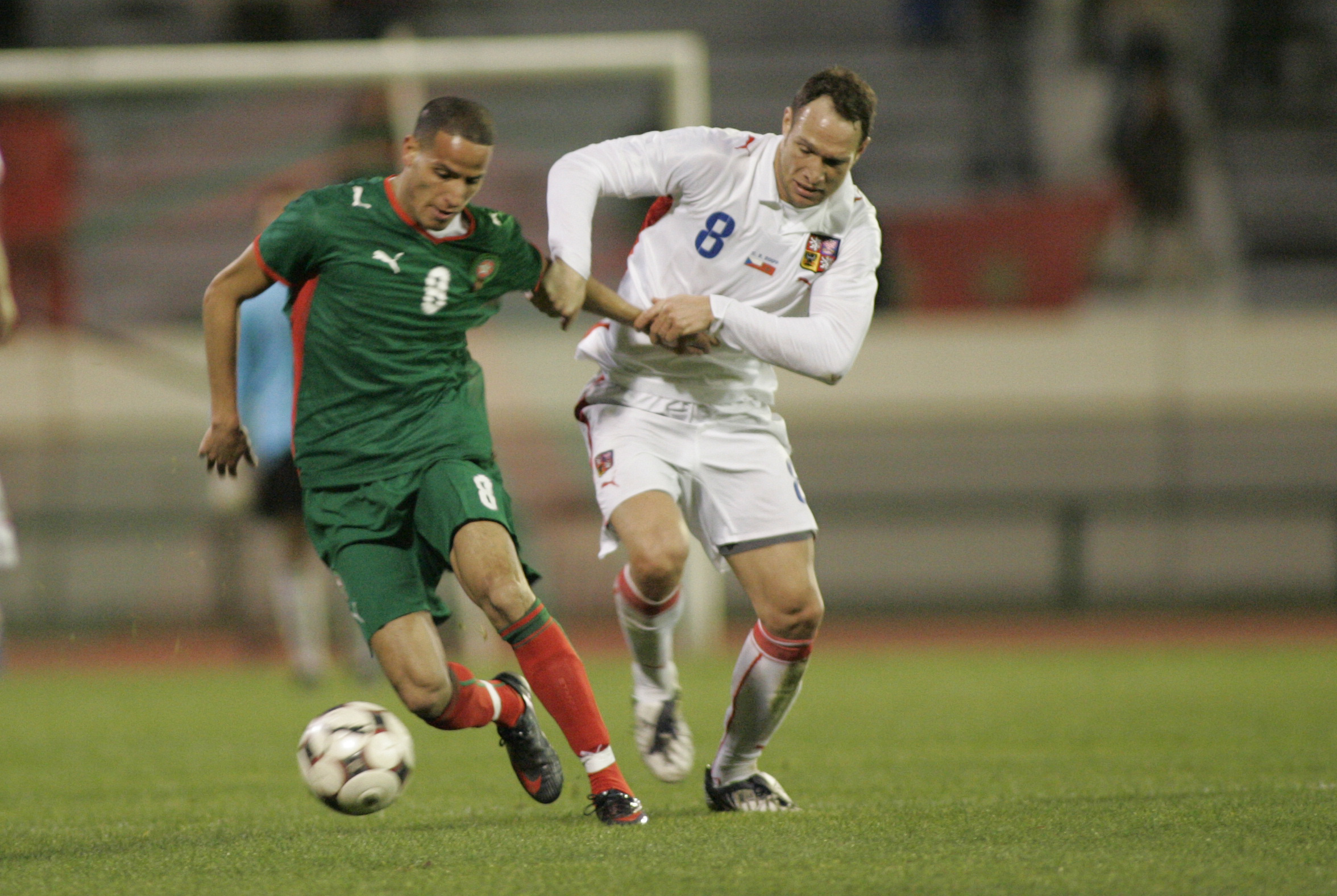
Polák (a destra) con la maglia della Nazionale ceca, contrastato da Karim El Ahmadi

### Club
Esordisce giovanissimo (16 anni) con il Brno, squadra della sua città, e vi gioca a lungo, fino al gennaio 2003, quando si trasferisce allo Slovan Liberec, squadra di alta classifica nel campionato ceco. Con i bianco-azzurri debutta in Coppa UEFA e vi gioca fino al 2005, anno in cui è stato ceduto al Norimberga e con la squadra rosso-nera vince la Coppa di Germania in finale contro lo Stoccarda.
Nel 2007 viene ceduto ai belgi dell'Anderlecht per 3,5 milioni di euro.
Vince una Coppa del Belgio nella stagione 2007/2008 ed un Jupiler League nel 2010
Il 31 gennaio 2011 viene ceduto al Wolfsburg.

### Nazionale
Nazionale Under-21 ha vinto il Campionato europeo di calcio Under-21 2002 e con la Nazionale maggiore ha disputato il campionato del mondo 2006 e il campionato d'Europa 2008.
Esordisce in Nazionale maggiore a 18 anni nella partita contro la Polonia del 28 aprile 1999, risultando il più giovane esordiente della Nazionale.
Nella partita contro l'Italia, valevole per la terza giornata del Gruppo E (Mondiali 2006), è stato espulso per doppia ammonizione al 45' minuto dopo un fallo su Francesco Totti.

## Palmarès

### Club

#### Competizioni nazionali
- Coppa di Germania: 1

Norimberga: 2006-2007
- Coppa del Belgio: 1

Anderlecht: 2007-2008
- Campionato belga: 1

Anderlecht: 2009-2010

### Nazionale
- Campionato d'Europa Under-21: 1

2002

## Statistiche

### Cronologia presenze e reti in Nazionale
| Cronologia completa delle presenze e delle reti in nazionale ― Rep. Ceca | Cronologia completa delle presenze e delle reti in nazionale ― Rep. Ceca | Cronologia completa delle presenze e delle reti in nazionale ― Rep. Ceca | Cronologia completa delle presenze e delle reti in nazionale ― Rep. Ceca | Cronologia completa delle presenze e delle reti in nazionale ― Rep. Ceca | Cronologia completa delle presenze e delle reti in nazionale ― Rep. Ceca | Cronologia completa delle presenze e delle reti in nazionale ― Rep. Ceca | Cronologia completa delle presenze e delle reti in nazionale ― Rep. Ceca |
| Data                                                                     | Città                                                                    | In casa                                                                  | Risultato                                                                | Ospiti                                                                   | Competizione                                                             | Reti                                                                     | Note                                                                     |
| ------------------------------------------------------------------------ | ------------------------------------------------------------------------ | ------------------------------------------------------------------------ | ------------------------------------------------------------------------ | ------------------------------------------------------------------------ | ------------------------------------------------------------------------ | ------------------------------------------------------------------------ | ------------------------------------------------------------------------ |
| 28-4-1999                                                                | Varsavia                                                                 | Polonia                                                                  | 2 – 1                                                                    | Rep. Ceca                                                                | Amichevole                                                               | -                                                                        | 75’                                                                      |
| 8-2-2000                                                                 | Hong Kong                                                                | Messico                                                                  | 1 – 2                                                                    | Rep. Ceca                                                                | Carlsberg Cup                                                            | -                                                                        | 85’                                                                      |
| 9-2-2005                                                                 | Celje                                                                    | Slovenia                                                                 | 0 – 3                                                                    | Rep. Ceca                                                                | Amichevole                                                               | 1                                                                        |                                                                          |
| 26-3-2005                                                                | Teplice                                                                  | Rep. Ceca                                                                | 4 – 3                                                                    | Finlandia                                                                | Qual. Mondiali 2006                                                      | 1                                                                        | 82’                                                                      |
| 30-3-2005                                                                | Andorra la Vella                                                         | Andorra                                                                  | 0 – 4                                                                    | Rep. Ceca                                                                | Qual. Mondiali 2006                                                      | -                                                                        | 46’                                                                      |
| 4-6-2005                                                                 | Liberec                                                                  | Rep. Ceca                                                                | 8 – 1                                                                    | Andorra                                                                  | Qual. Mondiali 2006                                                      | 1                                                                        | 46’                                                                      |
| 8-6-2005                                                                 | Teplice                                                                  | Rep. Ceca                                                                | 6 – 1                                                                    | Macedonia                                                                | Qual. Mondiali 2006                                                      | -                                                                        | 46’                                                                      |
| 17-8-2005                                                                | Göteborg                                                                 | Svezia                                                                   | 2 – 1                                                                    | Rep. Ceca                                                                | Amichevole                                                               | -                                                                        | 46’                                                                      |
| 3-9-2005                                                                 | Costanza                                                                 | Romania                                                                  | 2 – 0                                                                    | Rep. Ceca                                                                | Qual. Mondiali 2006                                                      | -                                                                        |                                                                          |
| 7-9-2005                                                                 | Olomouc                                                                  | Rep. Ceca                                                                | 4 – 1                                                                    | Armenia                                                                  | Qual. Mondiali 2006                                                      | 2                                                                        |                                                                          |
| 8-10-2005                                                                | Praga                                                                    | Rep. Ceca                                                                | 0 – 2                                                                    | Paesi Bassi                                                              | Qual. Mondiali 2006                                                      | -                                                                        | 67’                                                                      |
| 12-10-2005                                                               | Helsinki                                                                 | Finlandia                                                                | 0 – 3                                                                    | Rep. Ceca                                                                | Qual. Mondiali 2006                                                      | -                                                                        | 61’                                                                      |
| 12-11-2005                                                               | Oslo                                                                     | Norvegia                                                                 | 0 – 1                                                                    | Rep. Ceca                                                                | Qual. Mondiali 2006                                                      | -                                                                        | 60’                                                                      |
| 16-11-2005                                                               | Praga                                                                    | Rep. Ceca                                                                | 1 – 0                                                                    | Norvegia                                                                 | Qual. Mondiali 2006                                                      | -                                                                        |                                                                          |
| 1-3-2006                                                                 | Smirne                                                                   | Turchia                                                                  | 2 – 2                                                                    | Rep. Ceca                                                                | Amichevole                                                               | -                                                                        | 79’                                                                      |
| 26-5-2006                                                                | Innsbruck                                                                | Rep. Ceca                                                                | 2 – 0                                                                    | Arabia Saudita                                                           | Amichevole                                                               | -                                                                        |                                                                          |
| 30-5-2006                                                                | Jablonec nad Nisou                                                       | Rep. Ceca                                                                | 1 – 0                                                                    | Costa Rica                                                               | Amichevole                                                               | -                                                                        | 46’                                                                      |
| 3-6-2006                                                                 | Praga                                                                    | Rep. Ceca                                                                | 3 – 0                                                                    | Trinidad e Tobago                                                        | Amichevole                                                               | -                                                                        | 61’                                                                      |
| 12-6-2006                                                                | Gelsenkirchen                                                            | Stati Uniti                                                              | 0 – 3                                                                    | Rep. Ceca                                                                | Mondiali 2006 - 1º turno                                                 | -                                                                        | 82’                                                                      |
| 17-6-2006                                                                | Colonia                                                                  | Rep. Ceca                                                                | 0 – 2                                                                    | Ghana                                                                    | Mondiali 2006 - 1º turno                                                 | -                                                                        | 56’                                                                      |
| 22-6-2006                                                                | Norimberga                                                               | Rep. Ceca                                                                | 0 – 2                                                                    | Italia                                                                   | Mondiali 2006 - 1º turno                                                 | -                                                                        | 35’, 45+2’                                                               |
| 16-8-2006                                                                | Uherské Hradiště                                                         | Rep. Ceca                                                                | 1 – 3                                                                    | Serbia                                                                   | Amichevole                                                               | -                                                                        | 46’                                                                      |
| 6-9-2006                                                                 | Bratislava                                                               | Slovacchia                                                               | 0 – 3                                                                    | Rep. Ceca                                                                | Qual. Euro 2008                                                          | -                                                                        | 72’                                                                      |
| 7-10-2006                                                                | Liberec                                                                  | Rep. Ceca                                                                | 7 – 0                                                                    | San Marino                                                               | Qual. Euro 2008                                                          | 1                                                                        |                                                                          |
| 11-10-2006                                                               | Dublino                                                                  | Irlanda                                                                  | 1 – 1                                                                    | Rep. Ceca                                                                | Qual. Euro 2008                                                          | -                                                                        | 34’                                                                      |
| 15-11-2006                                                               | Praga                                                                    | Rep. Ceca                                                                | 1 – 1                                                                    | Danimarca                                                                | Amichevole                                                               | -                                                                        | 88’                                                                      |
| 7-2-2007                                                                 | Bruxelles                                                                | Belgio                                                                   | 0 – 2                                                                    | Rep. Ceca                                                                | Amichevole                                                               | -                                                                        |                                                                          |
| 24-3-2007                                                                | Praga                                                                    | Rep. Ceca                                                                | 1 – 2                                                                    | Germania                                                                 | Qual. Euro 2008                                                          | -                                                                        |                                                                          |
| 28-3-2007                                                                | Liberec                                                                  | Rep. Ceca                                                                | 1 – 0                                                                    | Cipro                                                                    | Qual. Euro 2008                                                          | -                                                                        |                                                                          |
| 2-6-2007                                                                 | Cardiff                                                                  | Galles                                                                   | 0 – 0                                                                    | Rep. Ceca                                                                | Qual. Euro 2008                                                          | -                                                                        | 65’                                                                      |
| 22-8-2007                                                                | Vienna                                                                   | Austria                                                                  | 1 – 1                                                                    | Rep. Ceca                                                                | Amichevole                                                               | -                                                                        | 57’                                                                      |
| 8-9-2007                                                                 | Serravalle                                                               | San Marino                                                               | 0 – 3                                                                    | Rep. Ceca                                                                | Qual. Euro 2008                                                          | -                                                                        | 82’                                                                      |
| 12-9-2007                                                                | Praga                                                                    | Rep. Ceca                                                                | 1 – 0                                                                    | Irlanda                                                                  | Qual. Euro 2008                                                          | -                                                                        | 45+3’                                                                    |
| 17-11-2007                                                               | Praga                                                                    | Rep. Ceca                                                                | 3 – 1                                                                    | Slovacchia                                                               | Qual. Euro 2008                                                          | -                                                                        | 86’                                                                      |
| 6-2-2008                                                                 | Teplice                                                                  | Rep. Ceca                                                                | 0 – 2                                                                    | Polonia                                                                  | Amichevole                                                               | -                                                                        |                                                                          |
| 26-3-2008                                                                | Copenaghen                                                               | Danimarca                                                                | 1 – 1                                                                    | Rep. Ceca                                                                | Amichevole                                                               | -                                                                        |                                                                          |
| 27-5-2008                                                                | Praga                                                                    | Rep. Ceca                                                                | 2 – 0                                                                    | Lituania                                                                 | Amichevole                                                               | -                                                                        | 46’                                                                      |
| 30-5-2008                                                                | Teplice                                                                  | Rep. Ceca                                                                | 3 – 1                                                                    | Scozia                                                                   | Amichevole                                                               | -                                                                        |                                                                          |
| 7-6-2008                                                                 | Basilea                                                                  | Svizzera                                                                 | 0 – 1                                                                    | Rep. Ceca                                                                | Euro 2008 - 1º turno                                                     | -                                                                        |                                                                          |
| 11-6-2008                                                                | Ginevra                                                                  | Rep. Ceca                                                                | 1 – 3                                                                    | Portogallo                                                               | Euro 2008 - 1º turno                                                     | -                                                                        | 22’                                                                      |
| 15-6-2008                                                                | Ginevra                                                                  | Turchia                                                                  | 3 – 2                                                                    | Rep. Ceca                                                                | Euro 2008 - 1º turno                                                     | -                                                                        |                                                                          |
| 20-8-2008                                                                | Londra                                                                   | Inghilterra                                                              | 2 – 2                                                                    | Rep. Ceca                                                                | Amichevole                                                               | -                                                                        |                                                                          |
| 10-9-2008                                                                | Belfast                                                                  | Irlanda del Nord                                                         | 0 – 0                                                                    | Rep. Ceca                                                                | Qual. Mondiali 2010                                                      | -                                                                        |                                                                          |
| 19-11-2008                                                               | Serravalle                                                               | San Marino                                                               | 0 – 3                                                                    | Rep. Ceca                                                                | Qual. Mondiali 2010                                                      | -                                                                        | 70’                                                                      |
| 11-2-2009                                                                | Casablanca                                                               | Marocco                                                                  | 0 – 0                                                                    | Rep. Ceca                                                                | Amichevole                                                               | -                                                                        | 83’                                                                      |
| 28-3-2009                                                                | Maribor                                                                  | Slovenia                                                                 | 0 – 0                                                                    | Rep. Ceca                                                                | Qual. Mondiali 2010                                                      | -                                                                        |                                                                          |
| 1-4-2009                                                                 | Praga                                                                    | Rep. Ceca                                                                | 1 – 2                                                                    | Slovacchia                                                               | Qual. Mondiali 2010                                                      | -                                                                        |                                                                          |
| 12-8-2009                                                                | Teplice                                                                  | Rep. Ceca                                                                | 3 – 1                                                                    | Belgio                                                                   | Amichevole                                                               | -                                                                        |                                                                          |
| 22-5-2010                                                                | Harrison                                                                 | Turchia                                                                  | 2 – 1                                                                    | Rep. Ceca                                                                | Amichevole                                                               | -                                                                        | 46’                                                                      |
| 25-5-2010                                                                | East Hartford                                                            | Stati Uniti                                                              | 2 – 4                                                                    | Rep. Ceca                                                                | Amichevole                                                               | 1                                                                        | 90’                                                                      |
| 11-8-2010                                                                | Liberec                                                                  | Rep. Ceca                                                                | 4 – 1                                                                    | Lettonia                                                                 | Amichevole                                                               | -                                                                        | 62’                                                                      |
| 7-9-2010                                                                 | Olomouc                                                                  | Rep. Ceca                                                                | 0 – 1                                                                    | Lituania                                                                 | Qual. Euro 2012                                                          | -                                                                        | 69’                                                                      |
| 8-10-2010                                                                | Praga                                                                    | Rep. Ceca                                                                | 1 – 0                                                                    | Scozia                                                                   | Qual. Euro 2012                                                          | -                                                                        |                                                                          |
| 12-10-2010                                                               | Vaduz                                                                    | Liechtenstein                                                            | 0 – 2                                                                    | Rep. Ceca                                                                | Qual. Euro 2012                                                          | -                                                                        | 59’                                                                      |
| 17-11-2010                                                               | Aarhus                                                                   | Danimarca                                                                | 0 – 0                                                                    | Rep. Ceca                                                                | Amichevole                                                               | -                                                                        |                                                                          |
| 9-2-2011                                                                 | Pola                                                                     | Croazia                                                                  | 4 – 2                                                                    | Rep. Ceca                                                                | Amichevole                                                               | -                                                                        | 81’                                                                      |
| 29-3-2011                                                                | Teplice                                                                  | Rep. Ceca                                                                | 2 – 0                                                                    | Liechtenstein                                                            | Qual. Euro 2012                                                          | -                                                                        | 84’                                                                      |
| Totale                                                                   |                                                                          | Presenze                                                                 | 57                                                                       |                                                                          | Reti                                                                     | 7                                                                        |                                                                          |